# Ирак на Летњим олимпијским играма 2008.
Ирак на Летњим олимпијским играма учествује дванаести пут. На Олимпијским играма 2008., у Пекингу, у Кини учествовао је са 4 учесника (3 мушкараца и 1 жена), који су се такмичили у два индивидуална спорта.
Заставу Ирака на свечаном отварању Олимпијских игара 2008. носио је репрезентативац у веслању Хамза Хусеин.

## Спортисти Ирака по дисциплинама
| Спорт      | Мушкарци | Жене | Укупно |
| ---------- | -------- | ---- | ------ |
| Атлетика   | 1        | 1    | 2      |
| Веслање    | 2        | 0    | 2      |
| Укупно (2) | 3        | 1    | 4      |

## Резултати по дисциплинама

### Атлетика

#### Жене
| Атлетичар       | Дисциплина | Група    | Група | Четвртфинале      | Четвртфинале      | Полуфинале        | Полуфинале        | Финале            | Финале            |
| Атлетичар       | Дисциплина | Резултат | Место | Резултат          | Место             | Резултат          | Место             | Резултат          | Место             |
| --------------- | ---------- | -------- | ----- | ----------------- | ----------------- | ----------------- | ----------------- | ----------------- | ----------------- |
| Дана Абдулразак | 100 м      | 12,36    | 59/85 | Није се пласирала | Није се пласирала | Није се пласирала | Није се пласирала | Није се пласирала | Није се пласирала |

#### Мушкарци
| Атлетичар    | Дисциплина   | Група    | Група | Четвртфинале | Четвртфинале | Полуфинале | Полуфинале | Финале           | Финале           |
| Атлетичар    | Дисциплина   | Резултат | Место | Резултат     | Место        | Резултат   | Место      | Резултат         | Место            |
| ------------ | ------------ | -------- | ----- | ------------ | ------------ | ---------- | ---------- | ---------------- | ---------------- |
| Хаидар Насер | Бацање диска | 54,19    | 36/37 |              |              |            |            | Није се пласирао | Није се пласирао |

## Веслање

#### Мушкарци
| Веслач(и)                   | Дисциплина | Група   | Група   | Репасаж | Репасаж | полуфинале | полуфинале | Финале | Финале  | Укупно  |
| Веслач(и)                   | Дисциплина | Време   | Пласман | Време   | Пласман | Време      | Пласман    | Време  | Пласман | Пласман |
| --------------------------- | ---------- | ------- | ------- | ------- | ------- | ---------- | ---------- | ------ | ------- | ------- |
| Хамза Хусеин Хаидер Навзард | Дубл скул  | 7:00.46 | 5. R    | 6:52.71 | 5.      |            |            |        |         | 14/14   |

- R = репасаж